# Barrage d'Uluköy
Le barrage d'Uluköy est un barrage de Turquie dans la province d'Amasya.

## Sources
- (en) www.dsi.gov.tr/tricold/ulukoy.htm Site de l'agence gouvernementale turque des travaux hydrauliques